# Where You Are (Sávežan)
Where You Are (Sávežan) è un singolo del cantante svedese Jon Henrik Fjällgren e del DJ Arc North in collaborazione con il cantante Adam Woods, pubblicato il 25 febbraio 2023.

## Promozione
Con Where You Are (Sávežan) Jon Henrik Fjällgren, Arc North e Adam Woods hanno preso parte a Melodifestivalen 2023, la competizione canora svedese utilizzata come processo di selezione per l'Eurovision Song Contest. Per Fjällgren si tratta della quarta partecipazione dopo le edizioni 2015, 2017 e 2019. Essendo risultati i più votati dal pubblico fra i sette partecipanti alla loro semifinale, hanno avuto accesso diretto alla finale, dove si sono classificati al 4º posto su 12 partecipanti.

## Tracce
Testi e musiche di Arc North, Calle Hellberg, Jon Henrik Fjällgren, Joy Deb, Oliver Belvelin, Richard Lästh, Tobias Lundgren e William Segerdahl.
1. Where You Are (Sávežan) – 2:56

## Classifiche
| Classifica (2023) | Posizione massima |
| ----------------- | ----------------- |
| Svezia            | 6                 |